# Сиявуш-бек
Сиявуш-бек Гурджи, также известный как Нисба Башиачуги (неизвестно — умер 1650, 1651 или 1655) — сефевидский военачальник, голам и чиновник грузинского происхождения.

## Биография
Сиявош-бек в начале своей карьеры поднялся по служебной лестнице и стал военным офицером (юзбаши). В 1632 году он был назначен новым губернатором (хакимом и бейлербеем) Дербента и командующим элитным корпусом голамов (коллар-агаси), сменив на этом посту Хосрова Мирзу (впоследствии Ростам-хана Картли). Он долгое время оставался командиром корпуса.
С 1645 по 1649 год он занимал должность губернатора (хакима и бегларбега) Кухгилуе. Когда в 1645 году вновь назначенный великий визирь Халифа Султан призвал к принятию репрессивных законов против большой армянской общины Исфахана, последний обратился к Сиявуш-беку, который ранее был христианином и принял ислам.
Как и его тогдашний царь Аббас II (правивший 1642—1666), Сиявуш-бек был заядлым пьяницей. Нисба Сиявош-бека происходит от слова «Баш-Ачук», персидского наименования Имеретинского царства, в западной Грузии, откуда он был родом.